# Yohan Blake
Yohan Blake (født 26. december 1989) er en jamaicansk atletikudøver (sprinter). Han blev den yngste verdensmester i 100 meter løb ved verdensmesterskaberne i atletik i 2011.